# Answear
Answear je multi-brand online trgovina prisutna u Poljskoj, Ukrajini, Češkoj, Slovačkoj, Rumunjskoj, Bugarskoj, Grčkoj, Hrvatskoj, Mađarskoj i Cipru.

## Povijest
Answear.com online trgovina službeno je pokrenuta u veljači 2011. Sljedeće godine online trgovina pokrenula je program vjernosti AnswearClub. 2014. brend je otvorio online trgovine u Češkoj i Slovačkoj, 2015. u Ukrajini i Rumunjskoj, 2016. u Mađarskoj, 2018. u Bugarskoj, a od 2021. u Grčkoj, Hrvatskoj i na Cipru. Te godine tvrtka je implementirala strategiju komunikacije s fokusom na inspiraciju i žene pod sloganom "Lifespiration Starts Here"

## Posebni projekti
Answear pokreće projekte fokusirajući se na pomoć najmlađima ili promicanje ekološki osvještenih rješenja. Brend je zaslužan za međunarodnu kampanju #Sport Is The Answear koja promovira zdrav način života. U jesen 2021. pokrenut je međunarodni foto natječaj Lifespiration Starts Here koji potiče na traženje ljepote u svakodnevnom životu. Od 2012. organizira se natjecanje Battle of Stylists, kao i Projekt Packshot za stiliste početnike. 2016. pokrenuto je natjecanje Supermodel Answear u kojem su se natjecali modeli početnici.
2018. brend je kreirao limitiranu kolekciju Manifest Your Style. 2020. Answear.LAB zamijenio je etiketu Answear. Na Svjetski dan oceana, premijerno je predstavljena kolekcija Ethical Wardrobe, čime je pokrenuta linija etičkih proizvoda. U kolovozu 2021. kreirana je kolekcija Girl Power.